# Carmiña Gallo
Carmiña Gallo (Bogotá, 26 de agosto de 1939-Bogotá, 21 de enero de 2004) fue una soprano colombiana, que se destacó en la interpretación de la ópera, la zarzuela y la música colombiana.

## Biografía
Inicia sus estudios de música en el Conservatorio Nacional, donde también aprendió piano, clarinete, canto y dirección coral, obteniendo los títulos de cantante concertista y dirección coral. También realizó un posgrado en canto y otro de Preparación al Arte Lírico en el Conservatorio de Santa Cecilia de Roma.
Su carrera docente comenzó en 1964 en el Conservatorio de Música de la Universidad Nacional de Colombia, y ya en 1965 había organizado una versión concierto del primer acto de Las bodas de Fígaro, con la participación de la orquesta del mismo conservatorio y la dirección del maestro Rothstein.
En 1983, es nombrada Embajadora Cultural ad honorem, de Colombia en Italia, título que mantuvo hasta su fallecimiento en 2004.
Dirigió el Coro del Instituto Colombiano de Cultura, y bajo su dirección el Coro Filarmónico de Bogotá obtuvo el segundo premio en el Concurso Internacional Orlando di Lasso, celebrado en Roma en 1995.
En 1992 fundó junto a su esposo, Alberto Upegui, exdirector de la Radiodifusora Nacional de Colombia, la compañía de espectáculos musicales Clásicas del Amor y en 1995 iniciaron el programa de presentaciones de música colombiana y latinoamericana "Las clásicas del amor". En 1997, también con su esposo, fundó la Corporación Artística y Cultural Carmiña Gallo, institución sin ánimo de lucro que trabaja para el desarrollo artístico y cultural de las comunidades colombianas.
El gobierno colombiano le otorgó en 1997 la Orden de la Democracia Simón Bolívar.

## Discografía
Grabó cinco discos, dos de ellos galardonados: el de la OEA para el lanzamiento de su Colección de Música Latinoamericana, y el de folclor colombiano que le mereció el Premio Ondas de la OTI.